# Chakir Moukhamadoulline
Chakir Maratovitch Moukhamadoulline - en russe : Шакир Маратович Мухамадуллин et en anglais : Shakir Mukhamadullin - (né le 10 janvier 2002 à Oufa en Russie) est un joueur professionnel russe de hockey sur glace. Il évolue au poste de défenseur.

## Biographie

### Carrière en club
Formé au Salavat Ioulaïev Oufa, il commence sa carrière en junior dans la MHL lors de la saison 2018-2019. Le 3 septembre 2019, il joue son premier match dans la KHL avec le Salavat face au HC Red Star Kunlun. Le 5 septembre 2020, il marque son premier but en senior face au Severstal Tcherepovets. Il est choisi au premier tour, en vingtième position par les Devils du New Jersey lors du repêchage d'entrée dans la LNH 2020. En mai 2022, il part aux États-Unis et joue trois matchs des séries éliminatoires de la Coupe Calder avec les Comets d'Utica, club-école des Devils dans la Ligue américaine de hockey. Les Comets sont éliminées par les Americans de Rochester en cinq matchs au stade des demi-finales de division.
En 2022-2023, il revient jouer dans son club formateur d'Oufa. Le 26 février 2023, il est échangé aux Sharks de San José en compagnie de Fabian Zetterlund, Nikita Okhotiouk, Andreas Johnsson, ainsi qu'un choix conditionnel de 1er tour en 2023, un choix conditionnel de 2e tour en 2024 et d'un choix de 7e tour en 2024. En retour, les Devils reçoivent Timo Meier, Scott Harrington, Santeri Hatakka, Zachary Émond, Timour Ibraguimov et un choix de 5e tour en 2024.
En 2023, il retourne en Amérique du Nord et est assigné au Barracuda de San José dans la Ligue américaine. Le 27 janvier 2024, il joue son premier match dans la Ligue nationale de hockey avec les Sharks face aux Sabres de Buffalo. Il enregistre son premier point dans la LNH, une assistance, le 31 janvier 2024 face aux Ducks d'Anaheim. Le 27 décembre 2024, il marque son premier but dans la LNH face aux Golden Knights de Vegas.

### Carrière internationale
Il représente la Russie au niveau international. Il prend part aux sélections jeunes.
Il honore sa première sélection en senior le 5 novembre 2020 lors d'une victoire 6-2 face à la Finlande. Il sert une assistance au cours de ce match comptant pour la Coupe Karjala.

## Trophées et honneurs personnels
- LAH
  - 2024 : participe au match des étoiles.

## Statistiques

### En club
| Saison    | Équipe                | Ligue |                   | Saison régulière  | Saison régulière  | Saison régulière  | Saison régulière  | Saison régulière |   | Séries éliminatoires | Séries éliminatoires | Séries éliminatoires | Séries éliminatoires | Séries éliminatoires |
| Saison    | Équipe                | Ligue | PJ                | B                 | A                 | Pts               | Pun               | PJ               | B | A                    | Pts                  | Pun                  |                      |                      |
| 2018-2019 | Tolpar                | MHL   | 5                 | 1                 | 2                 | 3                 | 2                 | 6                | 1 | 0                    | 1                    | 0                    |                      |                      |
| 2019-2020 | Tolpar                | MHL   | 13                | 2                 | 8                 | 10                | 6                 | 2                | 0 | 0                    | 0                    | 0                    |                      |                      |
| 2019-2020 | Salavat Ioulaïev Oufa | KHL   | 27                | 0                 | 1                 | 1                 | 0                 | 2                | 0 | 0                    | 0                    | 0                    |                      |                      |
| 2019-2020 | Toros Neftekamsk      | VHL   | 1                 | 0                 | 0                 | 0                 | 0                 | -                | - | -                    | -                    | -                    |                      |                      |
| 2020-2021 | Salavat Ioulaïev Oufa | KHL   | 39                | 3                 | 7                 | 10                | 10                | -                | - | -                    | -                    | -                    |                      |                      |
| 2021-2022 | Salavat Ioulaïev Oufa | KHL   | 34                | 3                 | 4                 | 7                 | 12                | 11               | 0 | 0                    | 0                    | 4                    |                      |                      |
| 2021-2022 | Comets d'Utica        | LAH   | -                 | -                 | -                 | -                 | -                 | 3                | 0 | 2                    | 2                    | 0                    |                      |                      |
| 2022-2023 | Salavat Ioulaïev Oufa | KHL   | 67                | 6                 | 19                | 25                | 35                | 6                | 1 | 1                    | 2                    | 2                    |                      |                      |
| 2022-2023 | Barracuda de San José | LAH   | 12                | 1                 | 9                 | 10                | 6                 | -                | - | -                    | -                    | -                    |                      |                      |
| 2023-2024 | Barracuda de San José | LAH   | 55                | 7                 | 27                | 34                | 24                | -                | - | -                    | -                    | -                    |                      |                      |
| 2023-2024 | Sharks de San José    | LNH   | 3                 | 0                 | 1                 | 1                 | 4                 | -                | - | -                    | -                    | -                    |                      |                      |
| 2024-2025 | Barracuda de San José | LAH   | Saison en cours ? | Saison en cours ? | Saison en cours ? | Saison en cours ? | Saison en cours ? |                  |   |                      |                      |                      |                      |                      |
| 2024-2025 | Sharks de San José    | LNH   | Saison en cours ? | Saison en cours ? | Saison en cours ? | Saison en cours ? | Saison en cours ? |                  |   |                      |                      |                      |                      |                      |

### En équipe nationale
| Année | Compétition                          |   | PJ | B | A | Pts | Pun | +/-               |  | Résultat |
| 2019  | Championnat du monde moins de 18 ans | 6 | 0  | 0 | 0 | 2   | -1  | Médaille d'argent |  |          |
| 2021  | Championnat du monde junior          | 7 | 0  | 0 | 0 | 0   | -2  | 4e place          |  |          |